# Костіна Зінаїда Мойсеївна
Зінаїда Мойсеївна Костіна (нар. 1901, місто Луганськ — ?) — українська радянська діячка, майстер дільниці № 5 Ворошиловградського патронного заводу № 270 Луганської області. Депутат Верховної Ради УРСР 2-го скликання. Член ВУЦВК XI скликання.

## Біографія
Народилася в родині робітника. Трудову діяльність розпочала в червні 1917 року робітницею Луганського патронного заводу № 60 (колишній завод Гартмана).
У 1925—1941 роках — контролер, майстер, начальник дільниці Луганського (Ворошиловградського) патронного заводу № 60 Донецької (з 1938 року — Ворошиловградської) області. Член ВКП(б).
Під час німецько-радянської війни перебувала в евакуації, працювала майстром на військовому заводі у місті Фрунзе (тепер — Бішкек) Киргизької РСР.
З 1944 року — майстер дільниці № 5 Ворошиловградського патронного заводу № 270 Міністерства озброєння СРСР Ворошиловградської області. Працювала секретарем цехової партійної організації заводу.
Обиралася членом Всеукраїнського Центрального Виконавчого комітету XI скликання (у 1929 році), депутатом Ворошиловградської міської та обласної рад.

## Нагороди
- орден Трудового Червоного Прапора (8.06.1939)
- орден «Знак Пошани»
- медаль «За доблесну працю у Великій Вітчизняній війні 1941—1945 рр.» (1945)
- медалі